# Hartford County
Hartford County ist ein County im Norden des US-Bundesstaates Connecticut. Der traditionelle Verwaltungssitz (County Seat) ist Hartford, allerdings wurden in Connecticut alle lokalen Verwaltungsfunktionen auf die Gemeinden übertragen.

## Geographie
Nach Angaben des United States Census Bureau hat das County eine Gesamtfläche von 1.944 Quadratkilometern. Davon sind 1.905 Quadratkilometer Landfläche und 39 Quadratkilometer Wasserfläche, der Anteil der Wasserfläche beträgt somit 2,02 Prozent.

## Geschichte
Hartford County war eines der vier Gründungscountys 1666.

## Wirtschaft und Infrastruktur
Im Hartfort County liegt der Bradley International Airport, der zweitgrößte Flughafen Neuenglands.

## Demografische Daten

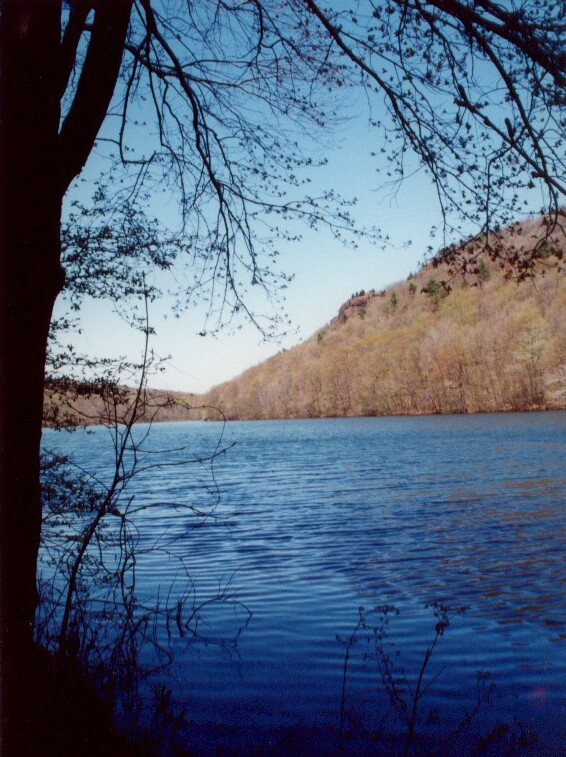
Das Farmington Reservoir

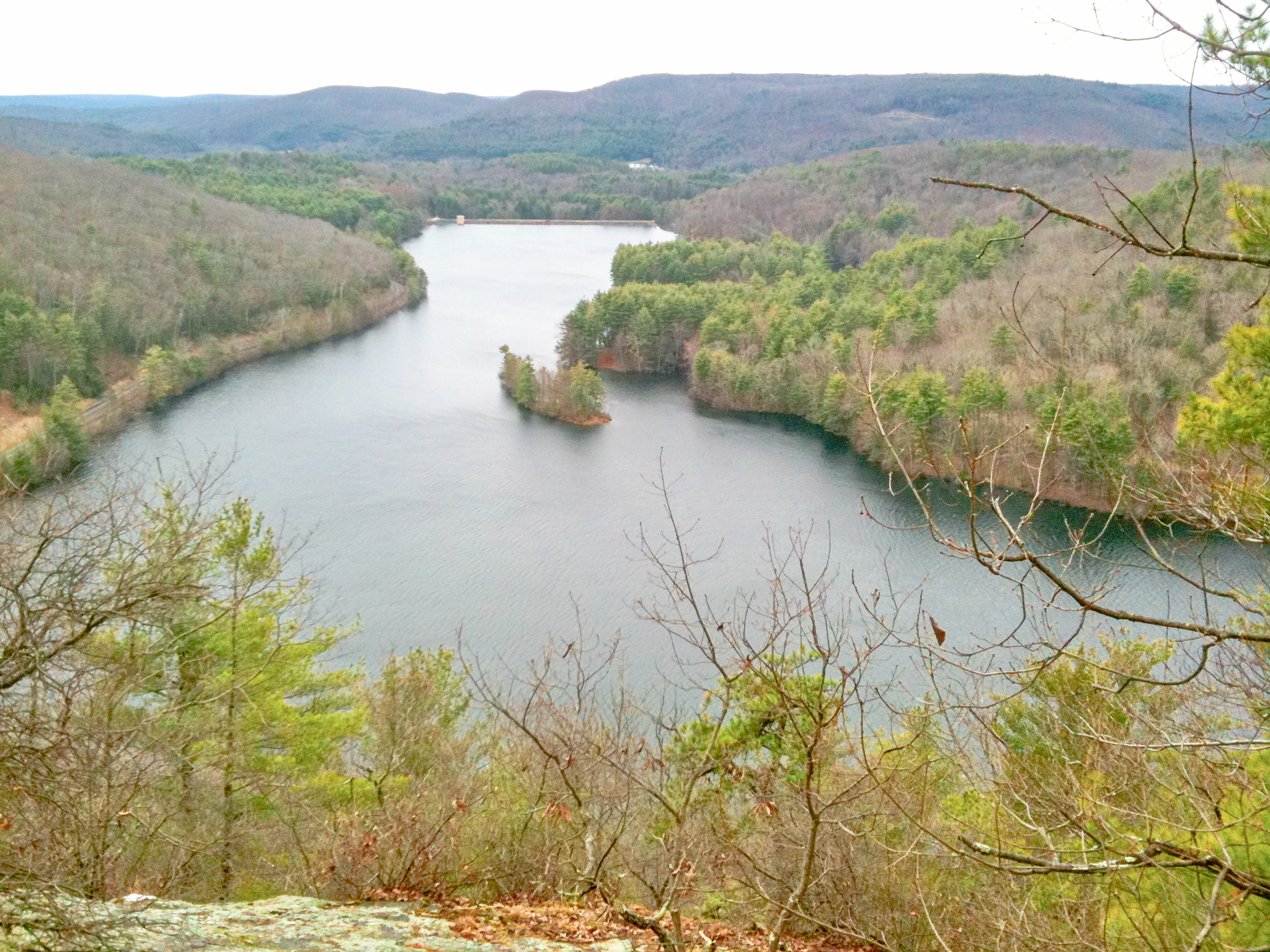
Das Lake Mcdonough Reservoir

Nach der Volkszählung im Jahr 2000 lebten im County 857.183 Menschen. Es gab 335.098 Haushalte und 222.505 Familien. Die Bevölkerungsdichte betrug 450 Einwohner pro Quadratkilometer. Ethnisch betrachtet setzte sich die Bevölkerung zusammen aus 76,90 Prozent Weißen, 11,66 Prozent Afroamerikanern, 0,23 Prozent amerikanischen Ureinwohnern, 2,42 Prozent Asiaten, 0,04 Prozent Bewohnern aus dem pazifischen Inselraum und 6,43 Prozent aus anderen ethnischen Gruppen; 11,55 Prozent der Gesamtbevölkerung waren spanischer oder lateinamerikanischer Abstammung.
Von den 335.098 Haushalten hatten 31,3 Prozent Kinder und Jugendliche unter 18 Jahre, die bei ihnen lebten. 49,2 Prozent waren verheiratete, zusammenlebende Paare, 13,5 Prozent waren allein erziehende Mütter. 33,6 Prozent waren keine Familien. 27,9 Prozent waren Singlehaushalte und in 10,7 Prozent lebten Menschen im Alter von 65 Jahren oder darüber. Die Durchschnittshaushaltsgröße betrug 2,48 und die durchschnittliche Familiengröße lag bei 3,05 Personen.
Auf das gesamte County bezogen setzte sich die Bevölkerung zusammen aus 24,6 Prozent Einwohnern unter 18 Jahren, 7,8 Prozent zwischen 18 und 24 Jahren, 29,8 Prozent zwischen 25 und 44 Jahren, 23,2 Prozent zwischen 45 und 64 Jahren und 14,7 Prozent waren 65 Jahre alt oder darüber. Das Durchschnittsalter betrug 38 Jahre. Auf 100 weibliche Personen kamen 92,7 männliche Personen, auf 100 Frauen im Alter ab 18 Jahren kamen statistisch 89,0 Männer.

Das jährliche Durchschnittseinkommen eines Haushalts betrug 50.756 USD, das Durchschnittseinkommen der Familien betrug 62.144 USD. Männer hatten ein Durchschnittseinkommen von 43.985 USD, Frauen 33.042 USD. Das Prokopfeinkommen betrug 26.047 USD. 9,3 Prozent der Bevölkerung und 7,1 Prozent der Familien lebten unterhalb der Armutsgrenze. Darunter waren 12,9 Prozent der Bevölkerung unter 18 Jahren und 7,6 Prozent der Einwohner ab 65 Jahren.

## Sehenswürdigkeiten

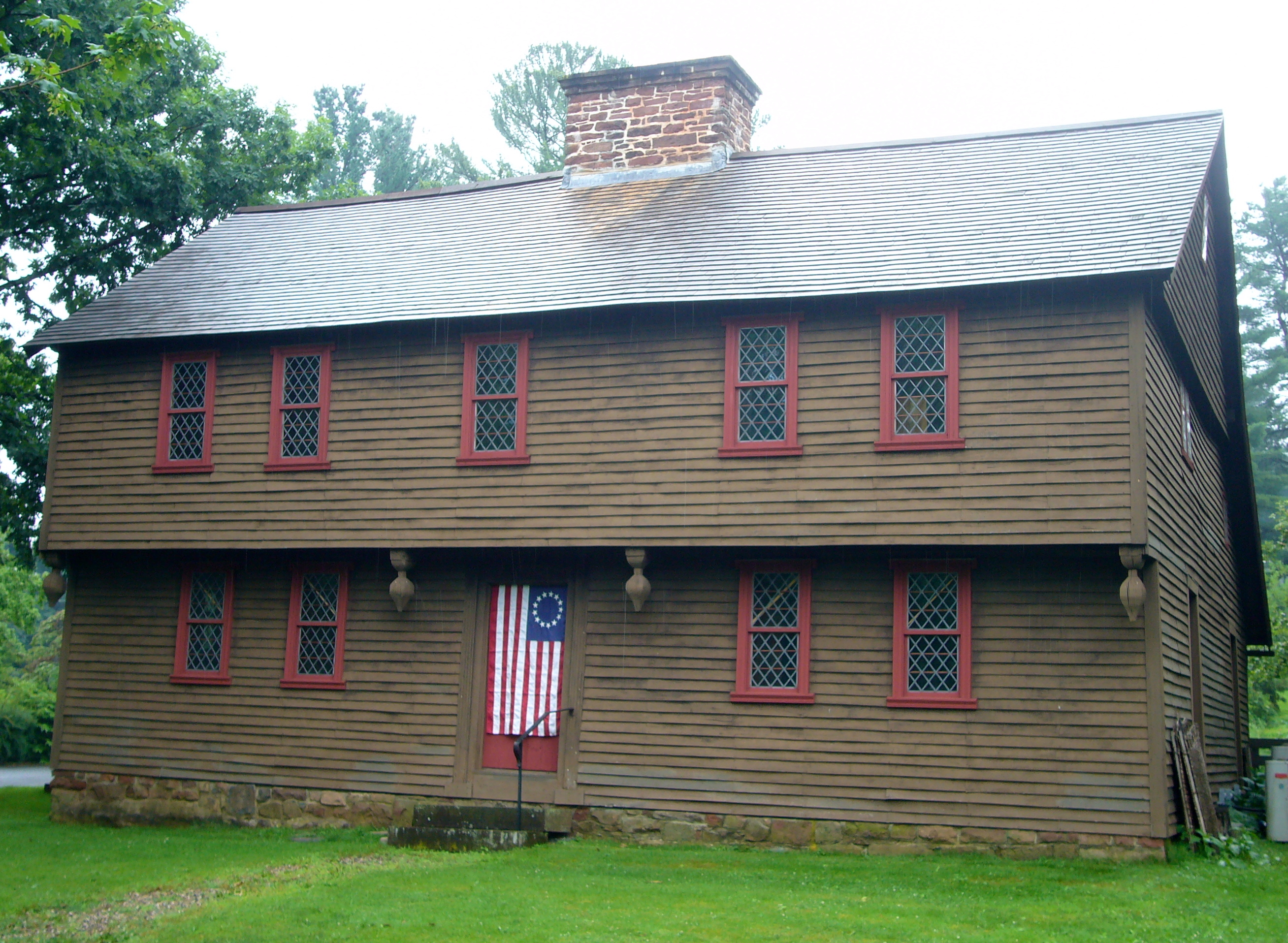
Stanley-Whitman House in Farmington (2011). Dieses Saltbox-Haus entstand in seiner ursprünglichen Form um das Jahr 1720 und ist seit den 1930er Jahren ein Museum. Im Oktober 1960 erhielt das Gebäude als erstes Denkmal im County den Status eines National Historic Landmark zuerkannt.

436 Bauwerke, Stätten und historische Bezirke (Historic Districts) im Hartford County sind im National Register of Historic Places („Nationales Verzeichnis historischer Orte“; NRHP) eingetragen (Stand 29. September 2022), darunter haben 21 Objekte den Status von National Historic Landmarks („Nationales historisches Wahrzeichen“).

## Orte im Hartford County
| - Bristol - Hartford - New Britain | - Avon - Berlin - Bloomfield - Burlington - Canton - East Granby | - East Hartford - East Windsor - Enfield - Farmington - Glastonbury | - Granby - Hartland - Manchester - Marlborough - Newington | - Plainville - Rocky Hill - Simsbury - South Windsor - Southington | - Suffield - West Hartford - Wethersfield - Windsor - Windsor Locks |